# Франческо ди Сеня
Франческо ди Сеня (на италиански: Francesco di Segna; фигурира в документи от 1328 по 1339 година) – италиански художник, представител на Трече́нто (ит. trecento – 1300-те години), XIV век, Сиенска школа.

## Произход
Франческо ди Сеня е син на художника Сеня ди Бонавентура, един от родствениците и сподвижниците на Дучо ди Буонинсеня, и брат на другия сиенски майстор – Николо ди Сеня.

## Творчески път
Първите художествени навици той, вероятно, придобива в ателието на баща си, доколкото това е типично за средневековната живописна традиция. За в бъдеще, по всяка вероятност, заедно с брат си Николо, той сътрудничи със семейство Лоренцети (влиянието на братя Лоренцети, изследователите забелязват в неговите работи, особено влиянието на Пиетро Лоренцети).

## Документи и влияние
В архивните документи неговото име се среща няколко пъти:
1. Франческо ди Сеня фигурира в документ от 25 август 1328 година. Става дума за зестра на неговата жена Нута да Паламеда в размер на 300 лири;
2. През 1335 година той изписва книги за бившия – „капитано дел пополо“ („глава на народа“) – висша административна длъжност в Сиена по това време;
3. През 1338 година той фигурира в документ на град Лука; 27 февруари 1339 година той получава възнаграждение за рисунка на дървен панел.

В своето творчество Франческо се опира на богатото наследство на Дучо ди Буонинсеня, преминаващо през две поколения негови последователи, такива като бащата на Франческо - Сеня ди Бонавентура и братя Лоренцети, които наред с Франческо ди Сеня се причисляват към третото поколение „дучовисти“ (т.е. последователи на Дучо).